# Stal narzędziowa węglowa
Stal narzędziowa węglowa – stal narzędziowa, która nie ma większej liczby dodatków stopowych oprócz węgla, którego zawartość mieści się w granicach 0,5–1,3%. Innymi cechami odróżniającymi stale węglowe narzędziowe od stali konstrukcyjnej jest zmniejszona zawartość manganu i drobnoziarnistość. 
Od większości stali narzędziowych węglowych wymaga się by były płytkohartujące (zobacz hartowność stali). Na mniej odpowiedzialne narzędzia stosuje się tańszą stal głęboko hartującą się. Płytkie hartowanie jest pożądane, gdyż zapewnia twardość powierzchni narzędzia przy jednoczesnej wytrzymałości rdzenia narzędzia na uderzenia. 
Polska Norma PN-H-85020:1984 (aktualnie nieobowiązująca, zastąpiona przez normy europejskie, definiujące nowy system oznaczeń) podaje szereg stali narzędziowych węglowych: N5, N6, N7, N7E, N8, N8E, N9, N9E, N10, N10E, N11, N11E, N12, N12E, N13, N13E. Litera N jest ogólnym oznaczeniem stali narzędziowych, liczba koduje średnią zawartość węgla z mnożnikiem 10 (np. dla N11, zawartość węgla leży w granicach 1,05-1,14%). Symbol E na końcu oznacza, że stal jest płytko hartująca się.